# Verrucella pseudoantipathes
Verrucella pseudoantipathes is een zachte koraalsoort uit de familie Ellisellidae. De koraalsoort komt uit het geslacht Verrucella. Verrucella pseudoantipathes werd in 1865 voor het eerst wetenschappelijk beschreven door Kölliker. 